# Городецкая роспись
Городецкая роспись — русский народный художественный промысел. Существует с середины XIX века в районе города Городца. Яркая, лаконичная городецкая роспись украшала прялки, мебель, ставни, двери. В 1936 основана артель (с 1960 фабрика «Городецкая роспись»), изготовляющая сувениры; мастера — Д. И. Крюков, А. Е. Коновалов, И. А. Мазин.

## История

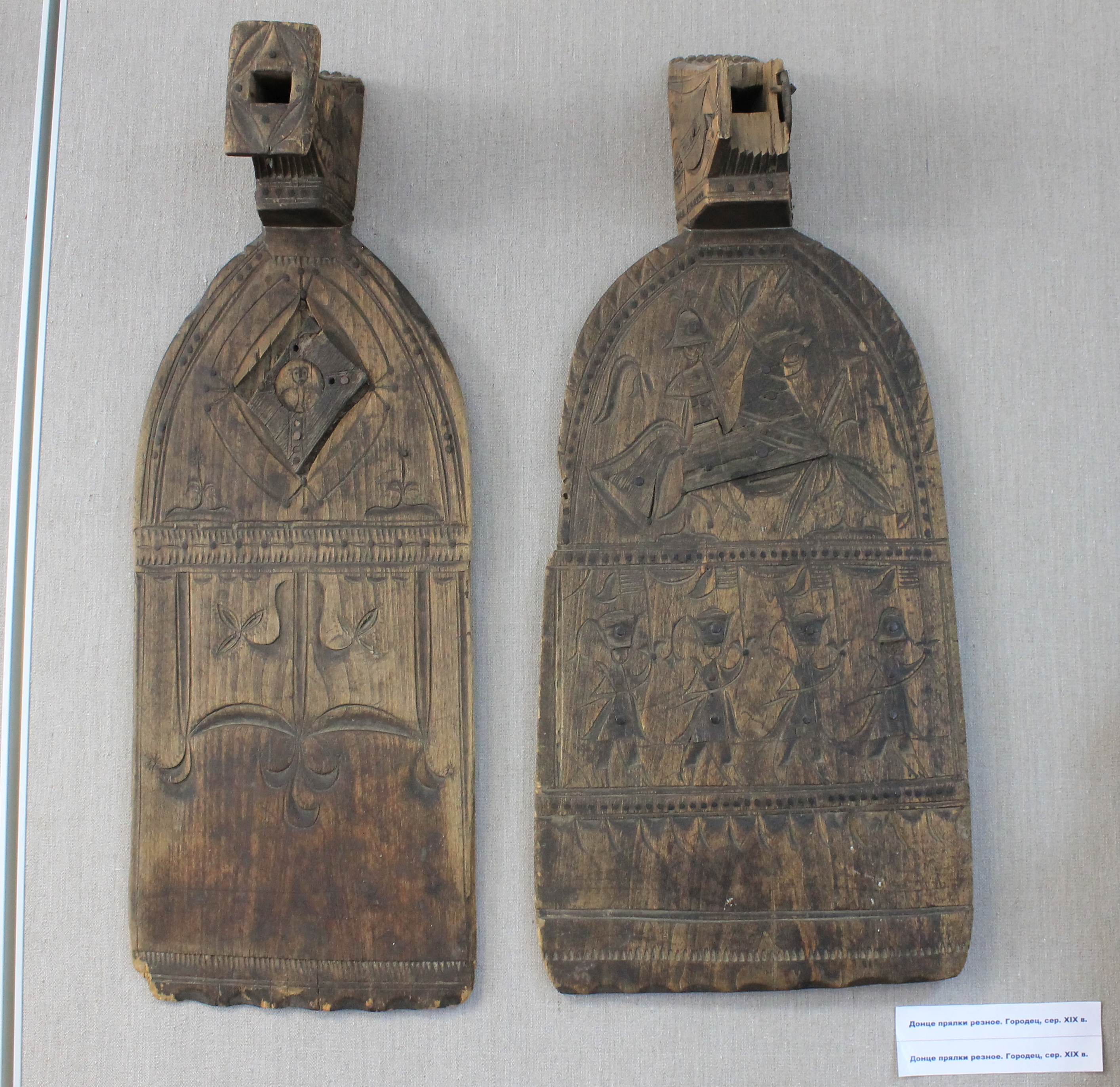
Резные донце-прялки, середина XIX века

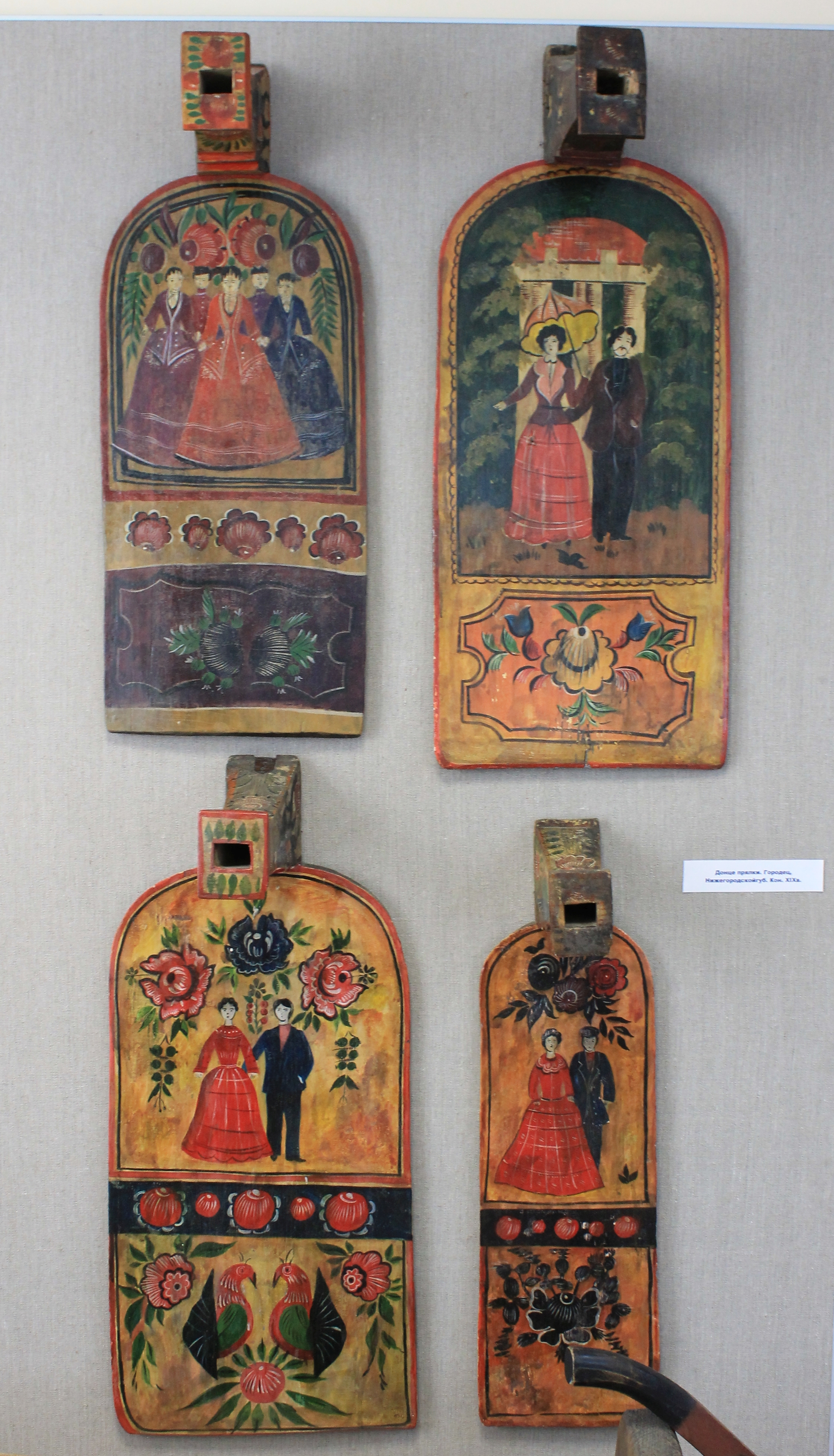
Донце-прялки, конец XIX века

Городецкая роспись восходит к резным городецким прялкам: фигуры вырезались из дерева другой породы и вставлялись в соответствующее по форме углубление. Вставки, сделанные таким образом, располагали всего двумя оттенками дерева и несложным инструментом. Народные умельцы превращали поверхность доски донца в настоящую картину.
Позже мастера для изобразительного богатства стали применять подкраску, яркое сочетание жёлтого цвета с тёмным дубом; добавление синего, зеленого, красного цветов делало донце ещё более нарядным и красочным. Необходимость увеличить производство прядильных донец натолкнуло мастеров на мысль упростить технику декоративного оформления. Со второй половины XIX века сложная и трудоемкая техника инкрустации стала заменяться просто резьбой с подкраской. Известными мастерами резных донец с подкраской были братья Л. В. и А. В. Мельниковы.
С 1870-х годов на городецких донцах преобладает живописная манера украшения. По выражению А. В. Бакушинского, мастер стал подлинным живописцем. Об этом же говорит и В. С. Воронов, писавший, что «нижегородская манера представляет нам наиболее чистый вариант подлинного живописного искусства, преодолевшего рамки графического пленения и основанного исключительно на элементах живописи…».
Создание «картин» на донцах требовало от деревенских художников творческой инициативы и мастерства, а возникающее между ними соревнование, вызванное конкуренцией, способствовало развитию индивидуальности каждого из них. Среди произведений городецкой росписи в музейных собраниях выделяются работы выдающихся мастеров народного искусства конца XIX — начала XX вв. — времени расцвета промысла: Г. Л. Полякова, И. К. и В. К. Лебедевых, Ф. С. Красноярова, В. К. Смирнова, А. Ф. и И. А. Сундуковых, И. А. Мазина, Ф. С. Крюкова.

## Особенности

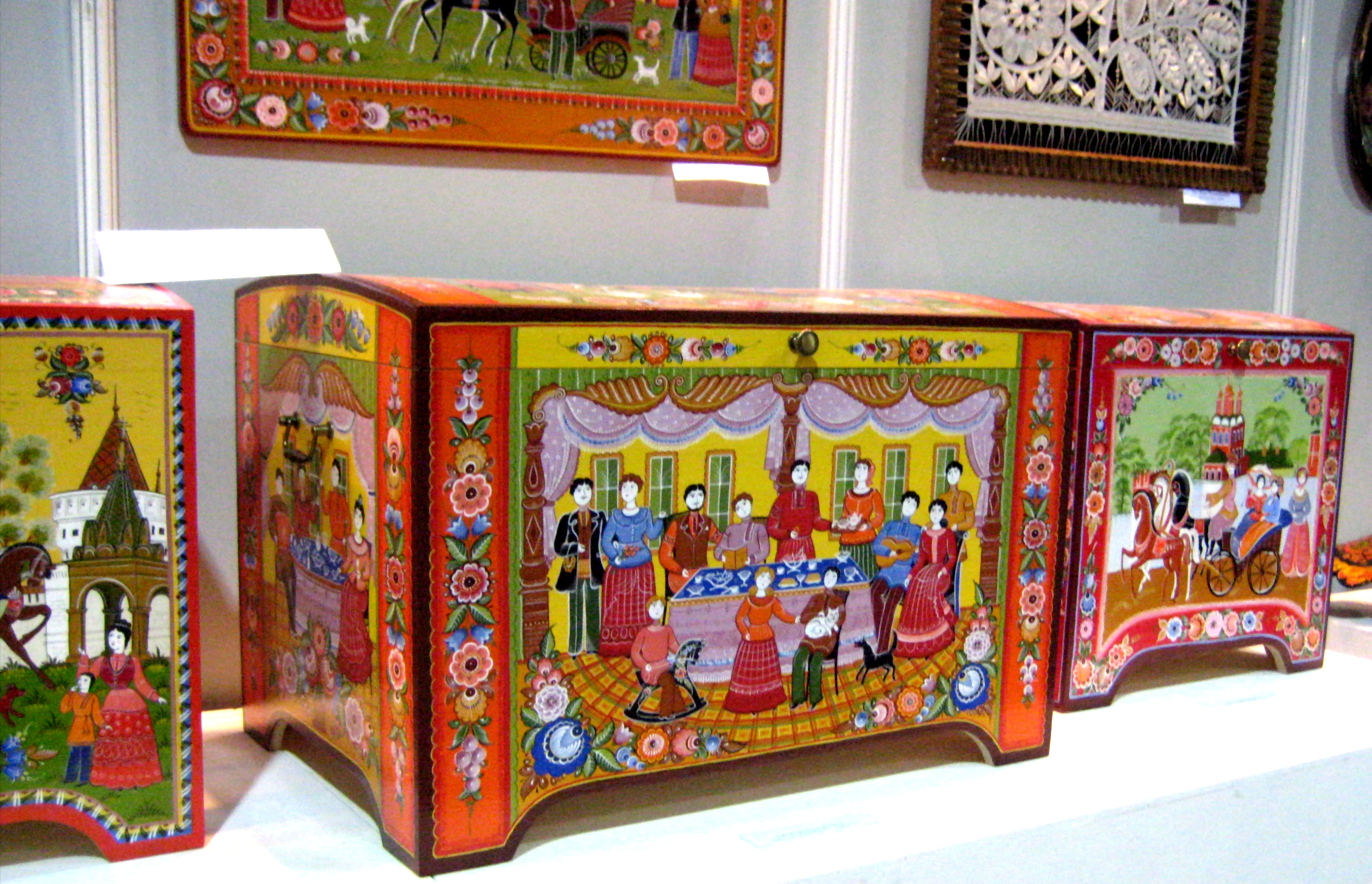
Расписные шкатулки, 2010 год

Городецкая роспись на разделочной доске

В деревнях Хлебаиха, Курцево, Косково, Репино, Савино Городецкой волости, где развивался промысел, расписывали и другую крестьянскую утварь: лубяные коробки для пряжи — мочесники, лукошки, дуги, детские стульчики, но именно благодаря прялкам городецкая роспись снискала славу и популярность. Особое место заняла она среди других народных росписей, орнаментальных по природе. Образ человека здесь всецело подчинил себе орнамент, оставив ему роль декоративного обрамления. Городецкий стиль отличается прежде всего содержательностью. В росписях основное впечатление дают жанровые сцены. Все эти изображения условны по характеру, очень вольны и декоративны по форме, а иногда граничат с шаржем. Они отражают быт крестьянства, купечества, пышный парад костюмов. В росписи донец с лёгкой руки мастера И. К. Лебедева получил широкое распространение новый тип композиций с роскошно обставленными комнатами, в которых происходят сцены застолий и свиданий. Персонажи этих сцен торжественно сидели или стояли около столов с самоварами, графинами и посудой, как бы совершая обряд. Композиции И. А. Сундукова с их строгим рисунком фигур, чёткой организацией декоративного обрамления (волют, часов, занавеса) трудно спутать с донцами его отца А. Ф. Сундукова, где силуэты приземистых фигур, с характерным изломом в талии, имеют мягкие, расплывчатые очертания, а фон сплошь, как ковёр, заполнен букетами цветов с вьющимися ветками папоротника. Значительное место в городецкой росписи занимают цветочные мотивы — пышные «розаны», писанные широко и декоративно. Сюжеты были различные, иногда экзотические. В музее «Асташово» (Костромская область) по состоянию на 2020 год хранилось донце, на котором имеются изображение парохода и надпись: «Американский пароход потопил рыбацкую лодку». Понимавший донца как «картину» на злободневный сюжет, Г. С. Поляков в начале 1880-х годов создал ряд сложных многофигурных композиций по мотивам недавно отшумевшей русско-турецкой войны. Любимым сюжетом мастера было также изображение шеренги солдат, перед которыми на белом коне красуется офицер. На донце со сценой «Взятие Карса» в верхней части в красивом по очертаниям фигурном медальоне мастер поместил сцену торжественных проводов, в которой участвуют нарисованные с большим изяществом кавалеры и нарядные дамы под зонтиками. В. К. Лебедев любил изображать на донцах Ивана-царевича и Василису Прекрасную. При этом одетая по моде в кринолин Василиса ехала на коне, а царевич на сером волке . Живой и многообразный мир русского села создал Ф. С. Краснояров в своих излюбленных композициях, называемых «чаепитиями с хозяйством». Вокруг сидящих за столом хозяев дома бегают собаки, тут же суетится курица с цыплятами, из-за кресла хозяйки появляется голова коровы. Огромные побеги фантастических цветов, кажется, растут прямо на наших глазах. И. А. Мазин писал служившие иллюстрациями народных песен сцены гулянья с гармонистом, свадебного сговора и смотрин, свадебного пира и катанья на санях после венца. Уже в советский период мастер, продолжая батальные традиции Г. С. Полякова, напишет панно «Красноармейцы», композицию из четырех пар конников с поднятыми наголо саблями, украшенную крупными гроздьями винограда — древним символом величия, благополучия, природных богатств, достатка и счастья.
Рядом с жанровыми реалистическими мотивами в городецких росписях присутствуют и идеализированные, декоративные образы птиц и животных. Чаще всего это парные изображения, геральдически обращенные друг к другу. Встречаются экзотические львы и барсы. Особенно часто изображение горячего, сильного коня или петуха в гордой, воинственной позе. По выражению Т. А. Мавриной: «Когда Магомет создавал арабского коня, он будто бы ухватил горсть воздуха. Из чего возник конь Городецкий? Всякий скажет: из иконного. О двух конях у букета, как бы „предстоящих“, о своеобразном „конском чине“, говорилось много. Эта формула двух фигур у „древа жизни“, у цветка — два голубя, две дамы, два коня — излюбленная в городецких донцах…». Особенно славились донца В. К. Смирнова с геральдическими всадниками у связанного со свадебной символикой пышного куста роз, в который художник трансформировал традиционный для старообрядческого Заволжья образ соединяющего земное и небесное «древа с райской птицей».
Городецкий мастер росписи любит цветы. Они всюду разбросаны на поле росписей веселыми гирляндами и букетами. Там, где позволяет сюжет, мастер охотно пользуется мотивом пышного занавеса, подхваченного шнуром с кистями. Декоративность мотивов подчеркивается декоративностью цвета и приемов. Любимые фоны — ярко-зеленый или напряженный красный, глубокий синий, иногда черный, на котором особенно сочно расплескивается многоцветие Городецкого колорита. В характеристике сюжета разбелённые тона дают богатые оттенки цветовых переходов. Роспись ведется кистью, без предварительного рисунка, свободным и сочным ударом. Он очень разнообразен — от широкого мазка до тончайшей линии и виртуозного штриха. Работа мастера быстра и экономна. Поэтому она очень обобщена, проста по приемам, свободна в движении кисти. Об этом же говорит и А. Е. Коновалов, писавший о мастере В. К. Смирнове: «В его росписях быстрое движение кисти всегда создавало ритмы живые и в то же время строгие, чёткие. В его колорите привлекала гармоничная уравновешенность красочных пятен. Простота росписи сочеталась с приятной для глаза стройностью композиции…». Характерны городецкие цветочные росписи, многокрасочные и выразительные работы возрождавших старинные традиции мастеров советского периода Д. И. Крюкова и А. Е. Коновалова, ставшего главным художником фабрики «Городецкая роспись».
Содержательность сюжетов, гармоничный, богатый оттенками колорит, изощрённая живописная техника, сложившаяся под влиянием нижегородской иконописи XVII—XVIII века, графики старинных старообрядческих книг и цветочных росписей на утвари, заставляют исследователей определять искусство городецких мастеров как «самобытнейшую крестьянскую живопись», относя её к высшим достижениям народного творчества.